# Kreuz von Rouen für die königlichen Freiwilligen
Das Kreuz von Rouen für die königlichen Freiwilligen war eine französische Auszeichnung und hatte keine Ähnlichkeit mit den sonst üblichen Auszeichnungskreuzen. Sie wurde im Jahr 1814 vom französischen König Ludwig XVIII. gestiftet. Geehrt wurden mit diesem Zeichen die vereinigten Corps der königlichen Freiwilligen im heutigen Département Seine-Maritime.

## Ordensdekoration
Die Ordensdekoration war ein goldenes ovales Schild mit goldgeränderter violetter Einfassung. Die darin befindliche Umschrift lautete: „Vertu, Courage, Heroisme“. Im Schild selbst war die Jungfrau von Orleans als Brustbild.
Die Rückseite hatte auch ein Mittelschild in goldener Ausführung mit einer mittig angeordneter Lilie. Eine violette Einfassung hatte die Umschrift „Gage d’Union“. Ein Lorbeerkranz umgab alles.
Die Dekoration hing an einer Lilie unter der Königskrone. Das Ordensband wurde durch einen Tragering geführt, der am Reichsapfel der Krone befestigt war.

## Ordensband
Das Ordensband war violett.